# クリプトン81m
クリプトン81m（Kr-81m、81mKr）はクリプトンの同位体の一つである。半減期は13.1秒である。
ルビジウム81から半減期4.570(4)時間で生成するので過渡平衡が成立し、核医学の分野で 81Rb/81mKrジェネレータ に応用されている。
81mKrから核異性体転移で生じた81Krは、半減期2.29(11)×105年で軌道電子捕獲により安定核種である81Brとなる。
尚、81mKrの母核種である81Rbはサイクロトロンで安定核種82Krに陽子を衝突させて作られる。
82Kr(p,2n)81Rb

## 参考資料
1. ↑  “クリプトン（81mKr）ジェネレータ 添付文書”. www.info.pmda.go.jp.   PMDA. 2021年5月24日閲覧。